# The Golden Bullet (1917)
The Golden Bullet (Brasil: A Bala de Ouro ) é um curta-metragem norte-americano de 1917, do gênero faroeste, estrelado por Harry Carey.

## Elenco
- Harry Carey
- Fritzi Brunette
- Vester Pegg
- William Steele
- George Berrell
- Hoot Gibson